# 羅斯·莫里亞蒂
羅斯·莫里亞蒂（英語：Ross Moriarty；1994年4月18日—）是一位威爾斯橄欖球運動員。他是威爾斯國家橄欖球隊的一員，代表威爾斯參加了2015年世界盃橄欖球賽。